# Klarići
Klarići is een plaats in de gemeente Buzet in de Kroatische provincie Istrië. De plaats telt 45 inwoners (2001).